# Najlepša so jutra
Najlepša so jutra je debitantski studijski album koprske glasbene skupine Karamela, ki je izšel leta 1998.
Naslovna skladba albuma, za katero je glasbo prispeval Marino Legovič, besedilo pa Drago Mislej, je bila leta 1999 nominirana za zlatega petelina v kategoriji za najboljšo rock skladbo.

## Ozadje
Skupina Karamela je bila ustanovljena leta 1982, razpadla pa je leta 1990. V prvem obdobju delovanja je spremljala številne znane jugoslovanske izvajalce kot so Josipa Lisac, Zdenka Kovačiček, Dado Topić, Janez Bončina, ... Pred koncem delovanja je skupina pripravila posnetke za izdajo albuma, a je prišlo do nesporazumov in člani skupine so se razšli. Leta 1998 je prišlo do obuditve skupine v nekoliko drugačni zasedbi. Marjan Malikovič je tedaj izrazil željo po avtorskem izdelku, za razliko od prvega obdobja, ko je skupina le spremljala izvajalce in skorajda ni ustvarjala avtorske glasbe.

## Seznam skladb
| Št.             | Naslov                                       | Pisec                              | Dolžina |
| --------------- | -------------------------------------------- | ---------------------------------- | ------- |
| 1.              | „Najlepša so jutra‟                          | Marino Legovič, Drago Mislej       | 4:00    |
| 2.              | „Ko si mi prvič rekla ne‟                    | Legovič, Mislej                    | 3:50    |
| 3.              | „Koper‟                                      | Marjan Malikovič, arr. Legovič     | 4:11    |
| 4.              | „Mokro telo‟                                 | Malikovič, Vanja Valič             | 4:35    |
| 5.              | „Rokačo‟                                     | Legovič, Mislej                    | 4:00    |
| 6.              | „Mehka dekleta‟                              | Legovič, Mislej                    | 4:30    |
| 7.              | „Ne draži me‟                                | Legovič, Mislej                    | 4:00    |
| 8.              | „Glej naprej‟                                | Legovič, Mislej                    | 4:00    |
| 9.              | „Matura‟                                     | Malikovič, Zlati Klun, Magda Kovač | 3:15    |
| 10.             | „Junak nevidnih mej‟                         | Legovič, Mislej                    | 4:33    |
| 11.             | „Želja‟                                      | Malikovič                          | 3:30    |
| 12.             | „Najlepša so jutra‟ (instrumentalna verzija) | Legovič, Mislej                    | 3:26    |
| Skupna dolžina: | Skupna dolžina:                              | Skupna dolžina:                    | 47:50   |

## Osebje

### Karamela
- Marjan Malikovič – kitara, vokali
- Boris Krmac – solo vokal
- Marino Legovič – klaviature, vokal
- Marino Dugaro – bas kitara, vokal
- Zlati Klun – bobni, vokal

### Produkcija
- Producenta: Marjan Malikovič in Marino Legovič
- Tonski mojster: Drago Hrvatin
- Oblikovanje in naslovnica: Boris Benčič
- Fotografije: Miranda Bodor
- Odgovorni urednik: Zlati Klun